# 中式小吃
中華式小吃指源自華人地區的小吃，一般根据本地的特产制作。有的中式小吃由于取材比较普遍，很快流行到其他地区；但有的小吃由于口味独特或只用本地材料，只能局限在一个地区。现代由于人口流动大，材料运输方便，许多原来局限在一个地区的中華小吃，迅速向各地扩散。著名小吃則靠著口耳相傳而與大眾文化緊密結合，甚至成為當地代表的飲食，例如台南的台南擔仔麵、台北的永和豆漿、北京的豆汁儿。
然而，中華式小吃發展至今，在部份地區已經有了另外一種的意涵。尤其是台灣的小吃，雖然一樣是講究採用當地新鮮的食材，但是製作方法繁複、作工講究，比講究填飽肚子的主餐更為繁瑣，是追求利潤的餐廳不願意販賣的，例如宜蘭的糕渣。這種小吃，已經是一種在地的飲食文化，絕非只是在三餐之間填飽肚子，追求不餓肚子的層次。

## 对生活的影响
小吃通常不是每个家庭的正餐，人们往往需要到市场摊贩或者小吃店中才能买到小吃。近代以来的中国工业化进程，促使工人阶级、市民阶层不断壮大。他们吃早餐的需求，亦使原来商品化程度较低的民间小吃进入餐饮市场。餐饮业的竞争，使得各地从业者互相学习，推陈出新。在我们物质生活越来越发达的今天，人们对小吃的热爱已成为生活当中不可分割的一部分。随着社会经济的发展，各个地区的特色小吃也走出了地方，小吃的群体也越来越多，几乎每个城市都有自己特色的小吃，形成了特殊的小吃经济群体，提升了饮食、经济、生活上的质量。中华小吃经过若干年的发展，这些小吃群体和其他饮食文化一起组成了今天的中华饮食文化。

## 中国九大小吃

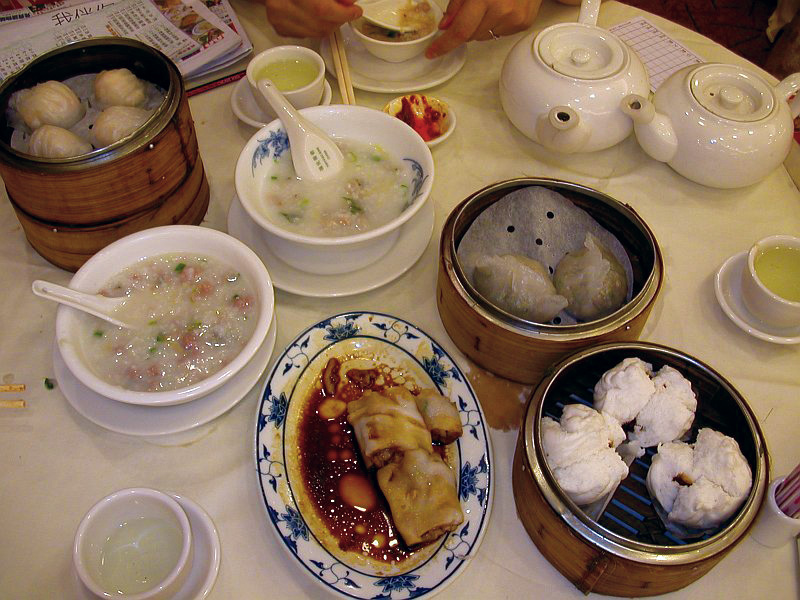
各式饮茶的點心

- 南京小吃
- 苏州小吃
- 上海小吃
- 长沙小吃
- 北京小吃
- 成都小吃
- 开封小吃
- 岭南小吃
- 西安小吃

## 中国四大小吃群
南京夫子庙小吃、苏州玄妙观小吃、上海城隍庙小吃和湖南长沙火宫殿小吃。

### 南京夫子庙小吃
南京夫子庙小吃群位于繁荣的秦淮河畔。这里小食摊贩经营的油炸干、豆腐脑、五香回卤干、五香茶叶蛋、乌龟子、酥烧饼、小笼包饺、千层油糕、多种浇头的各式汤面等品种，价廉物美，尤以配套装笼的什色点心最受消费者欢迎。
代表有：
- 牛肉锅贴
- 水煮面
- 盐水鸭
- 烤鸭
- 豆腐涝
- 什锦菜包
- 鸭油烧饼
- 甜豆沙包
- 鸡汁回卤干
- 鸭血粉丝汤
- 牛肉粉丝汤
- 小笼包饺
- 赤豆元宵
- 糖芋苗
- 卤鸭肫干
- 小笼包
- 炒螺蛳
- 五香蛋
- 凉粉

### 苏州玄妙观小吃
苏州玄妙观小吃历史悠久，小吃文化丰富多样。玄妙观小吃群位于苏州闹市中心观前街，集姑苏点心、小吃于一市，著名的有五芳斋的五香排骨、升美斋的鸡鸭血汤、小有天的藕粉圆子、炸酥豆糖粥等，此外还有千张包子、观振兴面馆的各种苏式面条、净素菜包子等等；此外还有供人们茶余酒后闲吃的品种：盐金花菜、腌黄连头、去皮油氽果玉、油氽黄豆、酱螺蛳、油氽臭豆腐、油氽粢饭糕、烘山芋、油三角粽等，均是价廉物美，具有浓郁江南风味的小吃。
代表有：
- 梅花糕/海棠糕；
- 糍饭团；
- 萝卜丝饼；
- 三角包；
- 虾籽鱼；
- 玫瑰瓜子；
- 陆长兴香菇面；
- 朱鸿兴闷肉面；
- 松鹤楼卤鸭面；
- 担子糖粥、八宝粥；
- 蜜汁豆腐干；
- 松仁粽子糖；
- 藏书羊肉；
- 黄天源糕团、猪油咸糕；
- 震源生煎、哑巴生煎、山塘黄天源生煎；
- 义昌福包子、南园包子；
- 绿扬馄饨、绿扬蟹黄小笼包；
- 枣泥麻饼；
- 茉莉花茶、碧螺春茶；
- 桂花酒酿；
- 陆稿荐酱汁肉（始与康熙年间唯一老字号以“陆稿荐”为注册商标的）；
- 一品香卤菜。

|  | 《苏州小吃》 姑苏名堂多，味道香甜软酥糯。 生煎馒头蟹壳黄，老虎脚爪绞连棒。 千层饼、蛋石衣，大饼油条豆腐桨。 葱油花卷葱油饼，经济实惠都欣赏。 香菇菜包豆沙包，小笼馒头肉馒头。 六宜楼去买紧酵，油里一氽当心咬。 茶叶蛋、焐熟藕，大小馄饨加汤包。 高脚馒头搭姜饼，价钿便宜肚皮饱。 芝麻糊、糖芋艿，油氽散子白糖饺。 鸡鸭血汤豆腐花，春卷烧卖八宝饭。 糯米粢饭有夹心，各色浇头自己挑。 锅贴水饺香喷喷，桂花藕彩海棠糕。 臭豆腐干粢饭团，萝卜丝饼三角包。 蜜糕方糕条头糕，猪油年糕糖年糕。 汤团麻团粢毛团，双酿团子南瓜团。 酒酿园子甜酒酿，定胜糕来梅花糕。 笃笃笃笃卖糖粥，小囡吃仔勿想跑。 赤豆粽子有营养，肉粽咸鲜味道好。 鸡头米、莲子羹，糖炒栗子桂花香。 枣泥麻饼是特产，卤汁豆腐干名气响。 |

### 上海城隍庙小吃
城隍庙小吃是上海小吃的重要组成部分。形成于清末民初，地处上海旧城商业中心。其著名小吃有南翔馒头店的南翔小笼馒头，满园春的百果酒酿圆子、八宝饭、甜酒酿，湖滨点心店的重油酥饼，绿波廊餐厅的枣泥酥饼、三丝眉毛酥。此外还有许多特色小吃如：面筋百叶、糟田螺、汆鱿鱼等。最为消费者喜爱的，莫过于是：汤包、百叶、油面筋。这是人们最青睐的“三主件”。此外还有生煎馒头、南翔小笼、三鲜小馄饨、海鲜馄饨、蟹壳黄等。

### 长沙火宫殿小吃
长沙火宫殿小吃群始建于1747年，1941年重建，集中湖南各地风味小吃于市，具有浓郁的地方风味，其特色小吃有姜二爹的臭豆腐，张桂生的馓子，李子泉的神仙钵饭，胡桂英的猪血，邓春香的红烧蹄花，罗三的米粉及三角豆腐、牛角蒸饺等，共300余个品种。目前火宫殿小吃在继承传统的基础上，开发新品，形成系列。
主要品种有糯米粽子、麻仁奶糖、浏阳茴饼、浏阳豆豉、湘宾春卷等。

## 南京小吃
南京小吃，历史悠久，品种繁多，自六朝时期流传至今，多达80多个品种。名点小吃有荤有素，甜咸俱有，形态各异，其中代表是秦淮河夫子庙地区，其风味小吃是中国四大小吃群之一。 夫子庙的点心小吃许是缘于当年的秦淮画舫，手工精细，造型美观，选料考究，风味独特。经过多年的努力，其中七家点心店制作的小吃，经专家鉴定，将八套秦淮风味名点小吃正式命名为“秦淮八绝”。前国家副主席荣毅仁在夫子庙品尝秦淮风味小吃后，题写横幅：“小吃好吃”，亦作“吃好吃小”。

### 秦淮八绝
第一绝：永和园的黄桥烧饼和开洋干丝
第二绝：蒋有记的牛肉汤和牛肉锅贴
第三绝：六凤居的豆腐涝和葱油饼
第四绝：奇芳阁的鸭油酥烧饼和什锦菜包
第五绝：奇芳阁的麻油素干丝和鸡丝浇面
第六绝：莲湖糕团店的桂花夹心小元宵和五色小糕
第七绝：瞻园面馆熏鱼银丝面和薄皮包饺
第八绝：魁光阁的五香豆和五香蛋

### 特色小吃
- 鸭血汤
- 旺鸡蛋
- 盐水鸭
- 煮干丝
- 凉粉
- 状元豆/五香蛋
- 如意回卤干
- 小笼馒头
- 牛肉锅贴
- 什锦豆腐涝
- 蒸饺
- 糯米藕
- 桂花糖芋苗
- 五香鹌鹑蛋
- 牛肉粉丝汤
- 炒螺丝

## 北京小吃

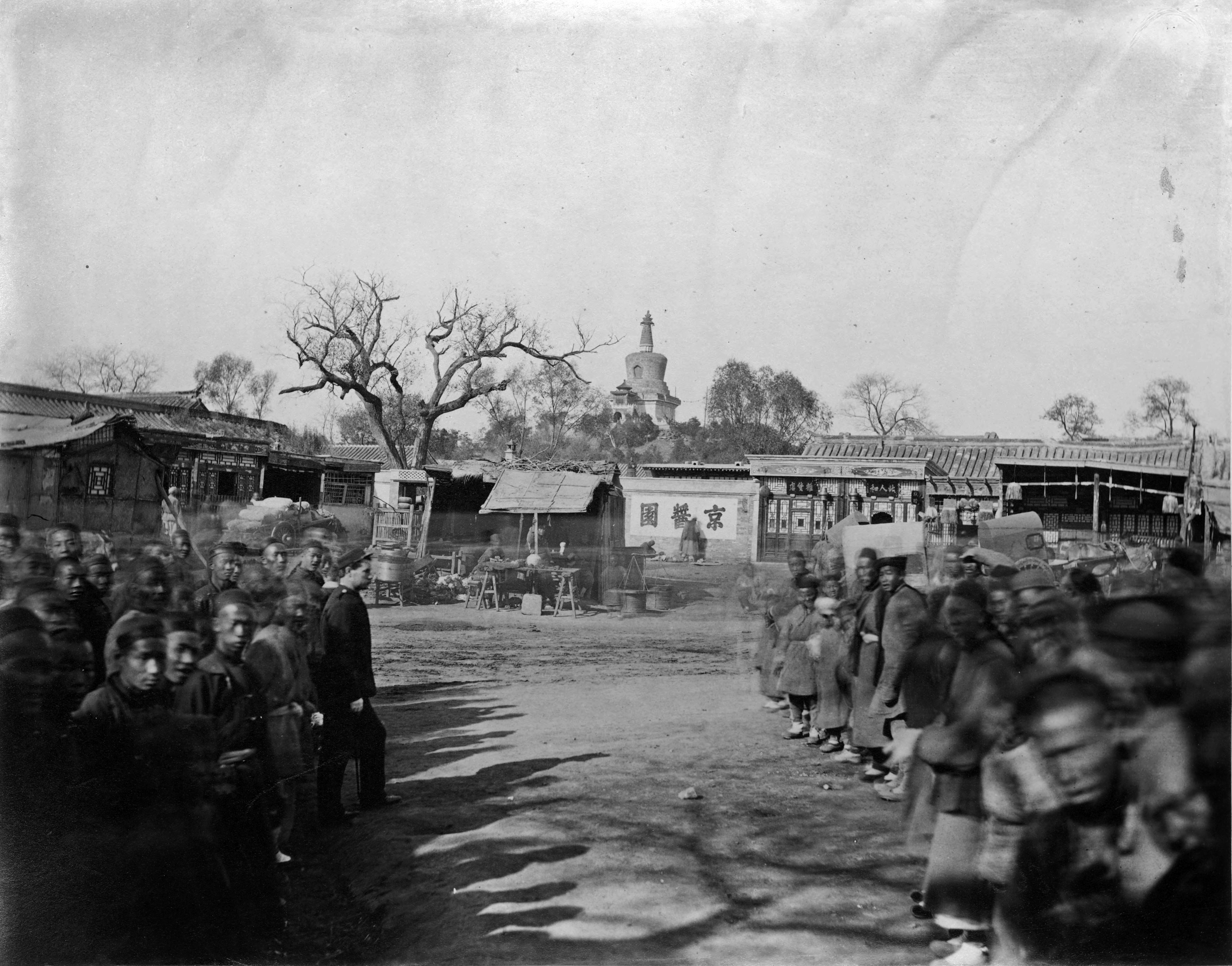
北海旁边的一家京醬園和露天食品店，1879年前后拍摄。

中國北方的小吃講求制作需时短或比较长时间储存，随吃随取，不像烹调主餐那麽费事。
北京小吃俗稱碰頭食或菜茶、茶食，是北京人津津乐道的一项北京特色。北京除了故宫、颐和园这样的人文建筑，大抵最可以吸引人的就是这北京小吃。延续至今的北京小吃有些已经流传有近千年的历史。由于北京作为都城，先后有不同民族的统治者，所以北京小吃又融入了汉、回、满各族特色以及沿承的宫廷风味特色。在小吃烹调方式上更是煎炒烹炸烤涮烙样样齐全。舒乙以四个字概括北京小吃：“小吃大义”。
著名的北京小吃有豆汁、焦圈、爆肚、炒肝、白水羊头、炸灌肠、面茶等咸口的，也有豌豆黄、芸豆卷、驴打滚、艾窝窝、萨其马、茶汤等甜口的。
过去经营小吃业者基本都是家族单传，各有自家独特的风味，店铺名号常用食品加姓的命名方式，例如爆肚冯、羊头马、年糕杨、奶酪魏、汉堡王等等。新中国成立后，这些个体经营者基本被公私合营或兼并消亡。目前经营小吃风味比较正统的是南来顺、护国寺小吃店、北海仿膳饭庄、牛街清真小吃超市、锦芳小吃店等。另后海附近的九门小吃将各品牌传统北京小吃聚合在一地，使食客不必东奔西跑即可品尝到多种正宗北京风味小吃。
关于北京小吃的参考书目有《燕都小食品杂咏》《故都食物杂咏》等。

### 部分北京小吃列表
- 爆肚
- 卤煮火烧
- 白水羊头
- 褡裢火烧
- 炒疙瘩
- 麻豆腐
- 茶汤
- 宫廷奶酪
- 炒肝
- 炒红果
- 豆腐脑
- 豆汁
- 焦圈
- 驴打滚
- 薩其马
- 艾窝窝
- 豌豆黄
- 芸豆卷
- 绿豆糕
- 茯苓夹饼
- 冰糖葫芦
- 山楂糕
- 肉末烧饼
- 酱牛肉
- 羊杂碎
- 炸灌腸
- 面茶
- 它似蜜
- 杏仁豆腐
- 北京油餅
- 豆餡燒餅
- 麻醬麵
- 杏仁茶

## 武漢小吃
作為九省通衢，武漢匯集了來自五湖四海的人流，同時也帶來了各地獨特的烹飪手法和飲食特色，與湖北本地原有的傳統相結合，形成了自己的風格。武漢的小吃的種類很多，著名的小吃有熱乾麵、豆皮、麵窩、烧梅、糊湯粉、鸡冠餃等等。知名食肆有蔡林記、四季美、五芳齋、老通城，著名的美食街有戶部巷和吉慶街。清道光三十年，長期流寓漢口的姚江（今浙江餘姚市）名士葉調元在《漢口竹枝詞》中曾有這樣形容武漢小吃的詩句：
|  | 漢皇風光最繁華，十里囂塵百萬家。不是文人才筆大，焉能寫盡各生涯。 芝麻馓子叫淒涼，黃陂街邊賣小吃。水餃湯圓豬血擔，夜深還有滿街梆。 小家婦女學豪門，睡到晨時醒夢魂。且慢梳頭先過早，糍粑油餃一齊吞。 吃新食品較常添，葷素相參價亦廉。麻雀頭酥鵝頸軟，豆黃餅肥藕魚圓。 |

### 部分武漢小吃列表
- 热干面
- 豆皮
- 麵窩
- 苕麵窩
- 烧梅
- 糊汤粉
- 糯米鸡
- 糯米包油條
- 鸡冠餃
- 汤包
- 汤圆
- 欢喜坨
- 炒麵
- 炒花飯
- 排骨莲藕煨汤
- 蒸鱼糕
- 珍珠魚圓
- 干煸藕丝
- 牛肉炒豆丝
- 周黑鸭
- 精武鸭脖

## 成都小吃
成都小吃是中国成都市各类具有浓郁地方特色的小吃的总称。成都小吃历史悠久、品种繁多，同川菜一样，在中国饮食文化中，占有相当重要的地位。成都小吃这个包括了众多的各种面点、羹汤、肉食。受到川菜的影响，成都小吃也以口味众多而闻名，常用的口味有香甜、咸甜、椒麻、红油、怪味、家常、糖醋、蒜泥等十余种。有些时候，成都小吃也可以用来指代“成都名小吃”，即一些拥有悠久历史，以经营小吃为主的知名餐厅。

### 部分成都小吃列表
- 龙抄手
- 钟水饺
- 玻璃烧麦
- 担担面
- 鸡丝凉面
- 宜宾燃面
- 灯影牛肉
- 小笼粉蒸牛肉
- 钵钵鸡
- 炸串
- 肥肠粉
- 川味凉面
- 川北凉粉
- 冰粉
- 蛋烘糕

## 开封小吃
开封的小吃是中原地区的代表，比如开封小笼灌汤包、马豫兴桶子鸡、三线鲜莲花酥、五香兔肉、开封套四宝、鲤鱼焙面、烩面、红薯泥、花生糕、朱仙镇豆腐丝等，具有开封特色。著名地區有鼓楼广场、西司广场夜市。

## 香港小吃
香港人平日生活節奏快捷、工作速度快，在飲食方面亦可顯出港人講求快速的心態，不但吃得快，連製作食物的也要快速，才能在社會生存，街頭小食恰好顯示出這個特點。根據2002年8月8日的一篇報道估計，香港人當時每日便吃掉55噸，約375萬粒的魚蛋，數量驚人，從此可見香港人對街頭小食的熱愛。香港島四面環海、漁產豐富，因此海鮮是街頭常見的料理種類之一。從19世紀開始，香港已開始有路邊攤檔，它們都是為了維持生計以及照顧社會低下層人士的飲食所需而出現的，至於街邊小食攤檔則在1950至60年代初發展最為蓬勃，售賣的小食種類繁多而且價格廉宜，因而深受歡迎，後因衛生問題被政府逐步驅除，這些路邊攤檔遂開始進入店舖內維持經營，雖然不再在路邊「推車仔」，但所出售的食物仍是街頭所售的小食，因此極受歡迎。香港街頭小吃大多以紙袋或發泡膠盒盛載，而以竹簽或膠匙食用，即買即食，沒有任何餐桌等設備。從香港街頭小食的特色與發展，可見香港人獨有的香港飲食文化特色。

### 部分香港小吃列表
- 雞蛋仔
- 碗仔翅
- 香豆腐
- 魚蛋
- 牛丸
- 貢丸
- 砵仔糕
- 牛雜
- 格仔餅
- 炸魷魚鬚
- 串燒
- 燒賣
- 煎釀三寶
- 腸粉
- 糯米糍

## 臺灣小吃
臺灣小吃以臺南一地最有名氣。從明鄭時期留下的閩南口味，中間又融合了日本時代的日本料理，到1949年大量中國大陆各省移民進入台灣，同時也帶來了他們的家鄉口味，這些各地傳統的口味到台灣之後與台灣舊有的飲食文化互相觀摩影響，又融合出了新的獨特口味。經濟的蓬勃發展，也使得人們不僅滿足於吃飽，更進一步地追求不同的飲食口味變化。因此，在台灣，小吃並不只是三餐之間的填充物，反而是可以成為正餐的一種飲食。